# يوليوس كوهن
يوليوس كوهن (بالألمانية: Julius Kühn)‏ (و. 1825 – 1910 م) هو عالم نبات، وأستاذ جامعي من ألمانيا . ولد في بولسنيتز .
وكان عضو في الأكاديمية الألمانية للعلوم ليوبولدينا، والأكاديمية الفرنسية للعلوم .
توفي في هاله ، عن عمر يناهز 85 عاماً.

## مناصب وهيئات
أدار جامعة هاله.

## جوائز
حصل على جوائز منها:
- Order of the Red Eagle 2nd Class
- وسام فرانز جوزيف
- Albert Order.